# Liste der Baudenkmale in Rehfelde
In der Liste der Baudenkmale in Rehfelde sind alle Baudenkmäler der brandenburgischen Gemeinde Rehfelde und ihrer Ortsteile aufgelistet. Grundlage ist die Veröffentlichung der Landesdenkmalliste mit dem Stand vom 31. Dezember 2020.

## Baudenkmale in den Ortsteilen
In den Spalten befinden sich folgende Informationen:
- ID-Nr.: Die Nummer wird vom Brandenburgischen Landesamt für Denkmalpflege vergeben. Ein Link hinter der Nummer führt zum Eintrag über das Denkmal in der Denkmaldatenbank. In dieser Spalte kann sich zusätzlich das Wort Wikidata befinden, der entsprechende Link führt zu Angaben zu diesem Denkmal bei Wikidata.
- Lage: die Adresse des Denkmales und die geographischen Koordinaten. Link zu einem Kartenansichtstool, um Koordinaten zu setzen. In der Kartenansicht sind Denkmale ohne Koordinaten mit einem roten beziehungsweise orangen Marker dargestellt und können in der Karte gesetzt werden. Denkmale ohne Bild sind mit einem blauen bzw. roten Marker gekennzeichnet, Denkmale mit Bild mit einem grünen beziehungsweise orangen Marker.
- Bezeichnung: Bezeichnung in den offiziellen Listen des Brandenburgischen Landesamtes für Denkmalpflege. Ein Link hinter der Bezeichnung führt zum Wikipedia-Artikel über das Denkmal.
- Beschreibung: die Beschreibung des Denkmales
- Bild: ein Bild des Denkmales und gegebenenfalls einen Link zu weiteren Fotos des Baudenkmals im Medienarchiv Wikimedia Commons

### Rehfelde
| ID-Nr.   | Lage                 | Bezeichnung                                                           | Beschreibung | Bild                                                                  |
| -------- | -------------------- | --------------------------------------------------------------------- | --- | --------------------------------------------------------------------- |
| 09180630 | Bahnhofstraße (Lage) | Grenzstein zwischen den einstigen Kreisen Oberbarnim und Niederbarnim | | Grenzstein zwischen den einstigen Kreisen Oberbarnim und Niederbarnim |
| 09180630 | Dorfstraße 15 (Lage) | Dorfkirche                                                            | Die evangelische Dorfkirche stammt aus der zweiten Hälfte des 13. Jahrhunderts. Im Inneren ein Kanzelaltar aus dem Jahre 1720. | weitere Bilder                                                        |

### Werder
| ID-Nr.   | Lage                            | Bezeichnung                                                                         | Beschreibung                                                     | Bild                                                                                |
| -------- | ------------------------------- | ----------------------------------------------------------------------------------- | ---------------------------------------------------------------- | ----------------------------------------------------------------------------------- |
| 09180709 | Alt Werder 3 (Lage)             | Dorfkirche                                                                          | Die evangelische Kirche wurde Mitte des 13. Jahrhunderts erbaut. | weitere Bilder                                                                      |
| 09180785 | Werdersche Dorfstraße 42 (Lage) | Schul-, Lehrer- und Küsterhaus mit Scheune, Stallgebäude und Grundstückseinfriedung |                                                                  | Schul-, Lehrer- und Küsterhaus mit Scheune, Stallgebäude und Grundstückseinfriedung |

### Zinndorf
| ID-Nr.   | Lage                | Bezeichnung | Beschreibung                                                           | Bild           |
| -------- | ------------------- | ----------- | ---------------------------------------------------------------------- | -------------- |
| 09180748 | Hinterstraße (Lage) | Dorfkirche  | Die evangelische Dorfkirche stammt aus der Mitte des 13. Jahrhunderts. | weitere Bilder |